# ゲオルギー・ポベドノーセツ (戦艦)
ゲオルギー・ポベドノーセツ（ロシア語:Георгий Победоносецギヨールギイ・パビダノースィェツ）は、ロシア帝国で建造された前弩級戦艦である。艦名は「凱旋者ゲオルギイ」という意味で、キリスト教の聖人である聖大致命者凱旋者ゲオルギイを讃えたもの。ロシア帝国海軍では、当初は装甲艦（броненосец）に類別され、1892年2月1日付けで艦隊装甲艦（эскадренный броненосец）、1907年9月27日付けで戦列艦（линейный корабль）に類別を変更された。19世紀末の黒海艦隊復興期にその中核を担ったエカチェリーナ2世級装甲艦の最終艦であった。第一次世界大戦時には、黒海艦隊司令部が置かれた。
ロシア帝国のほか、臨時政府、ウクライナ国家、ソヴィエト・ロシア、ドイツ帝国、白軍などに運用された。第一次ウクライナ・ソヴィエト戦争後に所有したウクライナ国家にとっては、史上初めての国際的に承認された保有艦船となった。
ウクライナ語ではヘオルヒー・ポビドノーセツィ（Георгій Побідоносецьヘオールヒイ・ポビドノーセツィ）になるが、これは正式に改名されたというよりは、単にロシア語名をウクライナ語化したものである。そのため、このページでは表記を区別せずに「ゲオルギー・ポベドノーセツ」を使用することとする。

## 概要

### 建造
ゲオルギー・ポベドノーセツは、先に建造された姉妹艦シノープとチェスマ同様、ロシア汽船通商会社（ROPiT）へ発注された。但し、この艦の発注はシノープの進水のあとに武装についての変更検討がなされた関係で、他艦より大幅に遅くなった。1890年2月3日、黒海艦隊に登録され、1891年5月5日にROPiTのセヴァストーポリ造船所にて起工した。1892年2月1日には、海軍で艦種類別が変更され装甲艦が廃止された関係で、新しく設置された艦隊装甲艦へ類別を改められた。同年3月9日に進水し、1893年9月に竣工した。
エカチェリーナ2世級の最終艦であるゲオルギー・ポベドノーセツには、それまでの3 隻と比べて数々の変更点があった。エカチェリーナ2世級は露砲塔艦であったが、ゲオルギー・ポベドノーセツの主砲には囲砲塔に似た形状の覆いが取り付けられていた。覆いは前面板が傾斜を持っており、厚みはわずかで弾片や小砲弾、銃弾からの防御にしかならないものであった。主砲は、従来の30口径305 mm砲にかけて新しい35口径305 mm砲を採用していた。装置直径が17.8 mに減った関係で、洋梨形の装甲砲座は船体の全幅より3.2 m狭かった。しかし、より重量の嵩む長砲身砲の搭載した結果、砲塔旋回時に艦が大きく傾き、発砲時には航法制御が困難になるという欠陥を抱えることとなった。
武装においてはほかに、対水雷艇防御用として設置された速射砲も近代化された。砲座甲板に43口径47 mm単装砲8 基、墻楼には10 基の23口径37 mm単装砲を搭載した。その他、端艇用の起重機を備えることもゲオルギー・ポベドノーセツの特徴であった。
近代化は防御装甲にも及び、ゲオルギー・ポベドノーセツには従来艦の鋼鉄よりも強固な鋼が使用されていた。
動力機関は、イギリス・モーズレイ、ソンズ&フィールド製の3段膨張垂直蒸気機関2 基が搭載された。ボイラーは16 基搭載された。

### 運用
ゲオルギー・ポベドノーセツは、無線装置を装備した最初の軍艦となった。1899年8月25日、セヴァストーポリにて世界で初めての軍艦同士による無線通信が行われたが、このとき送受信装置が艦隊装甲艦ゲオルギー・ポベドノーセツとトリー・スヴャチーチェリャに、送信機が水雷巡洋艦カピターン・サーケンに設置され、これらのあいだで無線通信が行われたのである。

### ポチョムキンの叛乱
1905年6月14日、オデッサにて就役に備えた試験を行っていたポチョムキン＝タヴリーチェスキイ公にて、水兵による突発的な叛乱が発生した。
その知らせに接した政府は、オデッサ軍管区司令部に対し、いかなる手を使ってもこれを鎮圧すべしとする命令を発した。同時に、黒海艦隊も独自の対策を講じることとなった。6月15日、艦隊副司令官F・F・ヴィシュネヴェーツキイ海軍少将は艦長らを召集し、ポチョムキンに対する出撃準備を命じた。
6月16日午前1時、セヴァストーポリからオデッサへ向けてヴィシュネヴェーツキイ少将の乗るトリー・スヴャチーチェリャを旗艦に、艦隊装甲艦ゲオルギー・ポベドノーセツ、ドヴェナッツァチ・アポーストロフ、水雷巡洋艦カザールスキイ、第255号、第258号、第272号、第273号水雷艇からなる政府艦隊の第一陣が出港した。しかし、提督は自分の艦隊の水兵らがポチョムキンの叛乱兵に同調して蜂起することを警戒し、容易にオデッサに近寄るべきではないと考えた。そのため、政府艦隊のオデッサ入りは翌17日までずれ込んだ。しかし、ヴィシュネヴェーツキーのポチョムキンへの投降呼びかけは失敗に終わり、逆にポチョムキンから「全船員からなる協議会を本艦へ送るよう懇願する」とする打電がトリー・スヴャチーチェリャに対してなされた。ポチョムキンの叛乱者らは、旗艦から代表を送るよう要請しつつ、その水兵たちと直接にコンタクトを取って蜂起へ取り込もうと企図していると推定された。ポチョムキンが接近したため、ヴィシュネヴェーツキイは戦闘警報をして公海上へ逃れた。オデッサへの往復に、艦隊は4時間ほどを費やした。

### ゲオルギーの叛乱
この日の10時30分、ヴィシュネヴェーツキイの第1艦隊は艦隊司令官代理A・Kh・クリーゲル海軍中将麾下の第2艦隊と合流した。連合艦隊は艦隊内での蜂起の勃発を恐れて慎重に航行したため、オデッサへ向かうのにほぼ半日を費やした。12時5分、ポチョムキンは碇を上げて艦隊に向かって10 knの速度で移動を開始した。
クリーゲルは接近してきたポチョムキンに対して投錨を命じたが、ポチョムキンは停まることをせず艦隊へ投錨命令を返した。クリーゲルは戦闘警報を鳴らすよう命じたが、このとき、ゲオルギー・ポベドノーセツでは水兵たちがポチョムキンへの攻撃拒否を叫んだ。
12時55分、ポチョムキンがシノープとゲオルギー・ポベドノーセツのあいだを横切ったとき、事件は起こった。ポチョムキンは、両艦に対して「ポチョムキンは砲手水兵に砲撃しないよう要請する」と信号法を用いて伝えた。すると、シノープとゲオルギーの上部甲板には乗員が出てきて、口々に「万歳！」の歓声を上げた。そして、ゲオルギー艦上では蜂起が始まったのである。一方、シノープでは革命派のほとんどが陸に残されてきたため、賛同者があまりに少なかった。そして、ポチョムキンへの合流に賛成する派閥と反対派閥とが生じ、後者が勝った。
ゲオルギーは隊列を離れ、ゆっくりとポチョムキンの方へ向かっていった。そして、数分後には完全に機関を停止した。「ゲオルギー、なぜ戦闘配置を離れたか？」クリーゲルが尋ねた。「ゲオルギー乗員は士官を岸へ運び、ポチョムキンへ合流する。」ゲオルギー艦長が返答した。「全力で艦隊に続け！」提督は命じた。「不可能なり、不可能なり！」ゲオルギーから信号が返された。
クリーゲルはドヴェナッツァチ・アポーストロフにポチョムキンへの攻撃を命じたが、衝角による突入も自爆も、乗員のサボタージュによって失敗に終わった。一方、ポチョムキンは他艦へ革命への合流を呼びかける信号を送り続けた。
クリーゲルは、ポチョムキンとのこれ以上の接触は各艦での蜂起を誘発しかねないということを理解した。そして、艦隊に公海への出航を命じた。クリーゲルは、最後の信号を送った。「ポチョムキン、全権委員を待て」、「ゲオルギー、セヴァストーポリへ戻れ」。両艦は答えなかった。艦隊は湾から抜け出たが、ポチョムキンはそのあとを追ってきた。そのため、クリーゲルは艦隊に全速前進を命じなければならなかった。

### 叛乱の鎮圧
ポチョムキンのもとに留まった装甲艦ゲオルギー・ポベドノーセツでは、乗員がポチョムキンの乗員と話し合った結果、自艦の士官たちを逮捕し、蜂起に合流した。しかし、すぐにゲオルギー・ポベドノーセツの水兵たちのあいだには仲間割れが生じた。叛乱へ安易に同調したことを後悔した者たちが艦長や士官らを艦へ復帰することを許し、翌日には叛乱の首謀者68 名を引き渡した。ゲオルギーはポチョムキンのもとを離れ、政府側に引き渡されることとなった。ポチョムキンの蜂起には、次第に敗北の影が忍び寄ってきていた。
6月22日午前8時、クリーゲルは3 隻の装甲艦と6 隻の水雷艇からなる艦隊を率いてオデッサに到着し、叛乱の鎮圧された装甲艦ゲオルギー・ポベドノーセツを接収した。艦隊は、15時にはセヴァストーポリへ向けて帰路に就いた。
6月23日14時、ゲオルギー・ポベドノーセツはほかの装甲艦3 隻と巡洋艦パーミャチ・メルクーリヤ、水雷巡洋艦カザールスキイ、水雷艇駆逐艦ザヴィードヌイ、スヴィレープイ、スメトリーヴイ、ストローギイ、第270号水雷艇とともにセヴァストーポリを出てポチョムキンの出現したフェオドーシヤに向かった。しかし、叛乱艦はすでにルーマニア・コンスタンツァへ去っていた。

### 戦列艦時代

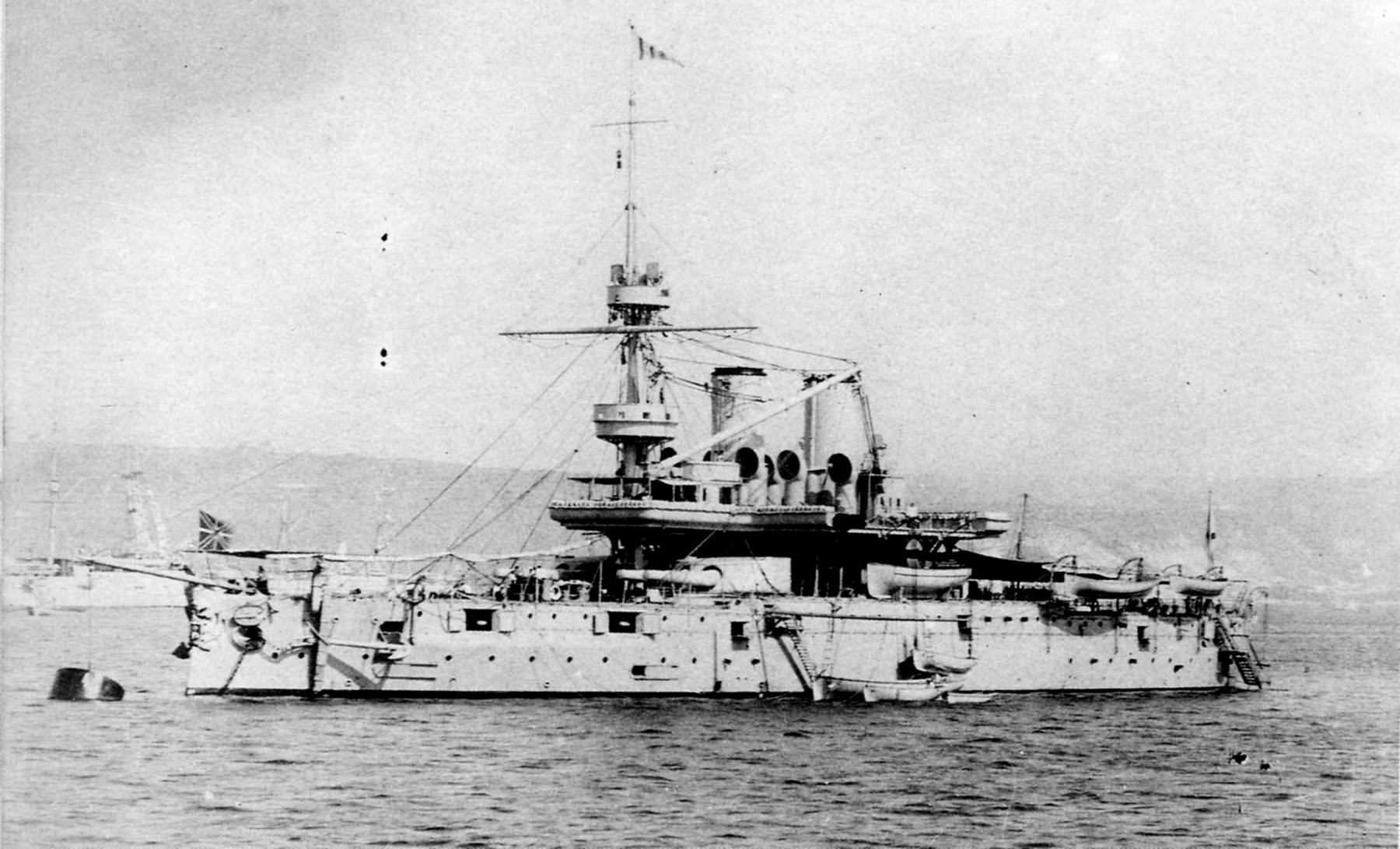
セヴァストーポリ湾に停泊する、戦列艦時代のゲオルギー・ポベドノーセツ。すでに換気用煙突が撤去されている。

日露戦争でロシア主力艦が壊滅したために、戦後すでに旧式化していた装甲艦も現役を続行せざるを得なくなった。ゲオルギー・ポベドノーセツもそうした艦のひとつで、1906年には抜本的な近代化改修が行われることになった。艦には当時の新鋭艦に搭載されていたのと同じ40口径305 mm砲4 門が搭載されることになり、加えて速射砲も新しいカネー式45口径120 mm砲が設置されることとなった。この計画に従って砲が発注されたが、海軍司令部はやがてこのような「遊び」はナンセンスであるということに気付いた。新しい艦の就役を待つ方がずっと利口であるという決定が下され、ゲオルギー・ポベドノーセツの近代化改修は152 mm速射砲の換装だけに留められた。そのほか、排気煙突のあいだにあった換気用の煙突が撤去されている。
海軍の艦種類別が再び変更された関係で、1907年9月27日付けで廃止された艦隊装甲艦から、帆船時代より復活した戦列艦（линейный корабль）に類別を変更された。同時に、シノープとともに武装予備役に入れられた。
1911年には、旧型装甲艦の運用期限は5 年間と確定された。その主要任務は、敵軽戦力による攻撃からのセヴァストーポリ防衛であった。ゲオルギー・ポベドノーセツはシノープと交替で港内監視任務に就いた。しかしながら、ゲオルギー・ポベドノーセツには別の任務も与えられた。黒海艦隊初の潜水艦隊のためにゲオルギー・ポベドノーセツは機動標的の役を演じ、艦隊の大機動演習の際には「仮想敵国」艦の役を演じた。
1911年には、任務の変更にあわせて改修工事が施工された。この工事で主砲はすべて撤去され、上層甲板には6 門の45口径152 mm砲が追加装備された。

### 第一次世界大戦
10月27日17時30分頃、1 隻のロシア蒸気船がボスポラス海峡手前にてオスマン帝国海軍の巡洋戦艦ヤウズ・スルタン・セリム、軽巡洋艦ミディッリ、防護巡洋艦ハミディイェ、数隻の駆逐艦に遭遇したという通報を20時35分に受信した。翌28日、蒸気船アレクサンドル・ミハイロヴィチがケレンペ岬方面へ向かうヤウズ・スルタン・セリムと2 隻の駆逐艦を発見した。黒海艦隊司令部はイスタンブールのスパイにオスマン帝国艦隊の出航が事実かどうか確認を求めた。13時30分には、アレクサンドル・ミハイロヴィチへ「ゲーベンを見たのは確かか」という確認を取った。
16時、「ゲーベンのことは非常によく知っている」という回答が入った。これを受け、黒海艦隊司令部は司令官の名の下、ゲオルギー・ポベドノーセツのラジオステーションを通じて「非常事態」を宣言した。
オスマン帝国は、10月28日、ロシア帝国へ宣戦布告をした。ロシア艦隊は各地に艦船を展開させ、警戒線を築いた。陸上砲台や沿岸砲部隊も戦闘態勢に入った。10月29日午前4時15分、オデッサより「トルコの水雷艇がドネーツを爆破、オデッサ港へ向かい船舶を攻撃中」という報が入った。黒海艦隊司令官A・A・エベルガールト海軍中将は、ゲオルギー・ポベドノーセツより「戦争が始まった」という無線を飛ばした。
午前4時30分、南湾に停泊中のゲオルギー・ポベドノーセツに乗艦していた港湾警備隊隊長はセヴァストーポリへの敵艦出現の際の要塞のとる対処について何らの指示も受け取っていなかった。このとき、機雷敷設艦プルートが沖に出たままであったので、午前5時近くになって警備隊長は艦隊司令官にセヴァストーポリの機雷封鎖の一部をプルート帰港のために解除する許可を要請した。機雷封鎖は、一部が解除された。
しかし、6時15分の掃海艇隊からの報告でヤウズ・スルタン・セリムが間近に迫っていることが明らかになったため、艦隊司令官は6時23分、再度の機雷封鎖を命じた。しかし、連絡の伝達が遅れたため、警備隊隊長はすぐに機雷封鎖命令を実行しなかった。
6時30分には掃海艇隊が帰港した。ところが、ゲオルギー・ポベドノーセツではまだ無線連絡が来ていない様子であったので、掃海隊隊長はゲオルギー・ポベドノーセツへ口頭で事態を伝えた。ゲオルギー・ポベドノーセツは、慌てて各船へ出港停止命令を発した。
その3分後、6時33分にヤウズ・スルタン・セリムの砲撃は始まった。ヤウズ・スルタン・セリムは、要塞砲台や港湾施設へ280 mm主砲弾を浴びせ掛けた。砲弾は砲台と病院に落ち、被害が出た。これに続いて、ヤウズ・スルタン・セリムはゲオルギー・ポベドノーセツへ砲口を向けた。しかし、命中弾はなかった。沿岸砲台が反撃に出たが、濃霧のため敵を捉えることができなかった。ゲオルギー・ポベドノーセツもまた発砲したが、霧の向こうに敵影を見たのはごくわずかの時間で、3 発撃ったところですぐに砲撃はできなくなった。このとき、敵艦までの距離は80 鏈であった。
ヤウズ・スルタン・セリムは、6時35分から40分のあいだに機雷封鎖線を通過した。沿岸砲台は対応が遅れ、6時42分に第2・3砲兵隊が、6時45分に第1・4砲兵隊が戦闘準備を完了した。
砲撃から7 分経った6時40分、エベルガールト艦隊司令官とその司令部は戦列艦エフスターフィイに移動し、機雷敷設艦救援のため出撃準備に取り掛かった。しかし、その出撃は間に合わないことが予想された。そのため、偵察に2 機の水上機を飛ばし、さらに潜水艦スダークとロソーシに速やかなる出撃命令が下された。
6時48分、損傷を負って一部のボイラーが停止したヤウズ・スルタン・セリムは砲撃を中止し、撤収を始めた。その帰路、巡洋戦艦は機雷敷設艦プルートと交戦し、これを撃沈した。警戒中の艦隊水雷艇隊がプルートを救おうとしたが、叶わなかった。

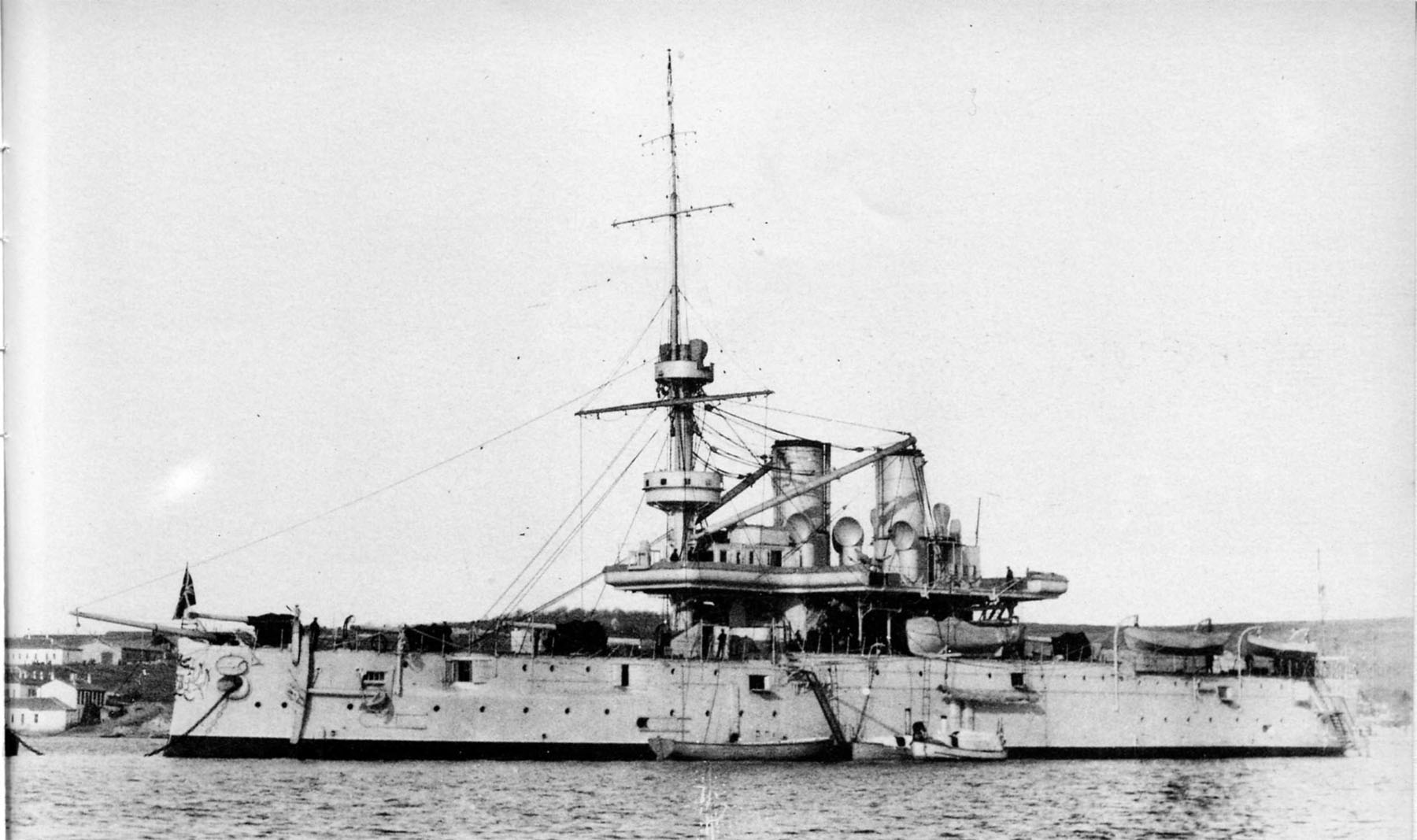
1916年秋、セヴァストーポリ湾に停泊する港内監視船ゲオルギー・ポベドノーセツ。主砲塔が撤去され、6 門の152 mm砲が設置された。

同日、オスマン帝国はオデッサやケルチなどを砲撃し、これによってロシアはオスマン帝国に宣戦布告して第一次世界大戦へ参戦した。
開戦後も、ゲオルギー・ポベドノーセツは戦前に引き続きセヴァストーポリにて港内監視船（брандвахта）として使用された。1915年からは、艦上に黒海艦隊司令部と司令官室が置かれて司令部艦（штабной корабль）となった。艦上には黒海艦隊で最も能力の高いラジオステーションが設置され、今日でいうところの「統制艦」の役割を担うこととなった。とはいえ、エベルガールト艦隊司令官は専ら旗艦エフスターフィイに乗って陣頭指揮を執っていたため、ゲオルギー・ポベドノーセツの執務室に閉じ籠っているようなことはなかった。この年には、45口径152 mm砲が14 門に増設された。1916年には、エベルガールト海軍中将に代わってA・V・コルチャーク海軍中将が艦隊司令官に任官、彼の執務室と司令部がゲオルギー・ポベドノーセツ艦上に置かれた。

### 臨時政府
1917年に二月革命が発生すると、ゲオルギー・ポベドノーセツは臨時政府の管轄下に入った。その後は、黒海艦隊における臨時政府派とソヴィエト（評議会）派の闘争の繰り返しであった。
1917年3月22日には、セヴァストーポリ評議会（ソヴィエト）は全ロシア・ソヴィエト会議へ送る代表団にゲオルギー・ポベドノーセツからボリシェヴィキの書記ほか3名を選出した。これに対し、臨時政府は反政府活動を取り締まる目的で戦列艦トリー・スヴャチーチェリャを差し向けた。3月27日、トリー・スヴャチーチェリャはセヴァストーポリの海軍工場にて、セヴァストーポリ評議会の支援を受けるゲオルギー・ポベドノーセツとのあいだで戦闘状態に入った。水兵や兵士、海軍工場労働者が加勢したソヴィエト派は大きな勢力となったが、エベルガールト提督の差し向けた政府軍によって粉砕された。これにより海軍工場では安全に艦船の修理が行えるようになり、エベルガールトはその功績により多大なる褒賞を授かった。
4月26日には、ゲオルギー・ポベドノーセツの乗員とそこに置かれていた黒海艦隊司令部は、「祖国は危機に瀕している」というスローガンの下、秩序の回復を説き、レーニンのような臨時政府に敵対する扇動家を批判しつつ、全力を挙げて連合国に協力して不倶戴天の敵であるドイツと戦うべきだと訴えた。
黒海艦隊のウクライナ化と分離主義を留めるため、5月17日にはウクライナ各地を回っていた臨時政府陸海軍大臣A・F・ケレンスキーが、オデッサからセヴァストーポリに到着した。夕刻、司令部艦ゲオルギー・ポベドノーセツにて艦隊司令官コルチャーク海軍中将とセヴァストーポリ要塞司令官M・M・オストロフラードシクィイ海軍大佐がケレンスキーを出迎えた。ケレンスキーは、水兵の隊列を前にして戦争の続行とロシアの単一性を説く演説を行った。しかし、この演説は黒海艦隊のウクライナ化の中心人物であったオストロフラードシクィイにも、その感化を受けた大半の水兵にも何らの印象も齎さなかった。
黒海艦隊ではボリシェヴィキによる煽動が盛んに行われ、6月には全士官を武装解除するという決議がセヴァストーポリ評議会によってなされた。コルチャーク艦隊司令官も例外ではなく、彼がポルト＝アルトゥール（旅順）攻囲戦で授かったポルト＝アルトゥール軍刀も取り上げられることになった。とりわけ、彼がトリー・スヴャチーチェリャ、シノープ両艦の乗員を解散させようとしたことに対しボリシェヴィキらは反発し、艦隊臨時代表集会と駐屯部隊は、士官から武器を取り上げて艦隊司令官と彼の参謀長を解任すべしとする議決をした。
コルチャーク提督はこれに強く反発した。彼はこのような状況下にあっては艦隊指揮など務まらないと考え、ゲオルギー・ポベドノーセツの全乗員を集めて、艦隊の状況や士官との関係について自らの考えを述べた。「この瞬間から、自分はこれ以上艦隊指揮を行いたくない、今、このことを電報で政府に伝えた。」そして、彼は自分の軍刀を海へ投げ捨てた。コルチャークは6月7日付けで退任し、新しい艦隊司令官にはV・K・ルキーン海軍少将が任官した。
7月17日には、ゲオルギー・ポベドノーセツの代表は戦列艦スヴォボードナヤ・ロシアで開かれた会議に参加し、そこでエフスターフィイ、イオアン・ズラトウースト、ボレーツ・ザ・スヴォボードゥ、オチャーコフ、プルート、アヴィアートル、コローリ・カーロリ、エリブルースと連名で、臨時政府を批判し、出撃拒否をするという決定を採択した。この決定は、名前を挙げた艦船すべてで支持された。
7月18日にはルキーン艦隊司令官が退任し、A・V・ニョーミツ海軍少将が後任としてゲオルギー・ポベドノーセツに司令部を開いた。
8月4日には、ソヴィエト執行委員会の会議にて、ゲオルギー・ポベドノーセツにおけるふたつの委員会の存在についての検討が行われた。この頃、ゲオルギー・ポベドノーセツには船上委員会のほかに、同艦上に置かれていた司令部に由来する独立司令部委員会が存在していた。執行委員会は、司令部委員会を不法に創設されたものとして放逐する決定を下した。
9月1日に成立したロシア共和国は、10月に改めて黒海艦隊の所有を宣言した。しかし、10月12日には黒海艦隊の全艦船と施設において、一日だけウクライナ国旗が翻るという事件が発生した。そして、ゲオルギー・ポベドノーセツの無線室からは「自由ウクライナ万歳」という信号が発信された。

### 十月革命
ボリシェヴィキによる十月革命がペトログラードにて発生し、ロシア共和国は倒れた。しかし、ペトログラードから程遠いウクライナでは、それ以降も臨時政府派が一定の影響力を保ち続け、支持率においてはボリシェヴィキのそれを上回っていた。
11月2日には、ゲオルギー・ポベドノーセツの乗員はウクライナにおける権力機関についての議論で、「ウクライナにおけるウクライナ中央ラーダの活動は公平で合法的である」とする決定を採択した。一方、11月5日には、「大ロシア民会（ヴェーチェ）」を作っていた37の艦隊や守備隊の部隊を代表する大ロシア人グループの会合がゲオルギー・ポベドノーセツで開かれた。彼らは、「我々の民族性を強固な組織に統一し、ロシア民主共和国の人民にゆだねられるべき全ロシア憲法制定会議の実権を掠め取ろうとする反革命の暗黒の力を排除すべきである」とする結論を採決した。その後、彼らは全人民連盟の創設を宣言した。
11月7日、十月革命に反対したウクライナ中央ラーダが第3次ウニヴェルサールでウクライナ人民共和国の成立を宣言すると、黒海艦隊は同共和国が所有権を主張するところとなった。11月9日には、オデッサやセヴァストーポリにあったいくつかもの艦船にウクライナ国旗が翻った。ニョーミツ艦隊司令官はウクライナ総書記局に電報を打ち、黒海艦隊がウクライナの司法の下に入ることを伝えた。
しかし、ロシア・ソヴィエト共和国政府はこれを認めず、12月、ウクライナ領内へ軍を進めた。12月16日にはセヴァストーポリに侵攻した赤軍によってゲオルギー・ポベドノーセツは奪取され、赤色黒海艦隊へ編入された。1918年1月12日には、セヴァストーポリ評議会、黒海艦隊中央委員会（ツェントロフロート）、農民代議員評議会、市自治組織代表者、港湾工場総委員会、黒海艦隊委員長、全艦船と全部隊の代表者および社会主義組織からなる軍事革命本部（VRSh）の結成が採択された。その一方で、1月14日には「ウクライナ人民共和国艦隊に関する臨時法」が制定されたが、このときウクライナ人民共和国海軍は赤軍の侵攻によりすでに艦船を失った状態であった。

### ブレスト＝リトフスク条約
赤軍の支配も束の間、1918年1月27日にはブレスト＝リトフスク単独講和により中央同盟国と同盟したウクライナ軍が反攻に出た。2月18日にはロシアと中央同盟国とのあいだのブレスト＝リトフスク講和条約交渉が決裂したことを受け、ドイツ・オーストリア＝ハンガリー軍が進撃を開始した。
2月19日、赤軍最高総司令官N・V・クルィレーンコはゲオルギー・ポベドノーセツのラジオステーションを使い、ドイツ軍との交戦をやめて和睦交渉に入るべしとする無線電報を全軍へ向けて発信した。「すみやかに講和に署名するよう発議された。いかなる衝突の事態においても戦わず、ドイツ人が拒否した場合には可能な抵抗をすべし。」
赤軍は撤退の準備をする必要に迫られ、3月にはセヴァストーポリにてゲオルギー・ポベドノーセツを含む保有艦船を保管状態に入れた。3月22日にはモスクワ政府より艦船のノヴォロシースクへの撤収命令が出されたが、主力艦船は1 隻も出港しなかった。3月30日には、ドイツとモスクワ政府とのあいだでセヴァストーポリを含むクリミア半島がウクライナに含まれないとする取り決めが行われた。この結果、翌月ドイツ軍がクリミアへ入った際に、戦闘態勢にあったクリミアの黒海艦隊が、ブレスト＝リトフスク条約の「ロシア・ソヴィエト共和国はロシアの港にある軍艦を武装解除すべし」という条項に抵触するという主張の根拠が生じた。
1918年4月には、クリミア作戦によってクリミア半島の奪回が佳境に入った。この月初めの時点で、黒海艦隊は6677 名の水兵を擁していたが、そのうち、ゲオルギー・ポベドノーセツの乗員とそこに置かれていた黒海艦隊中央管理委員会（ツェントロフロート）本部や司令部要員は合わせて474 名であった。
4月15日、ドイツはロシア側に黒海艦隊の条約違反について通告した。同日、ゲオルギー・ポベドノーセツはほかの旧艦隊装甲艦とともにウクライナ軍の指揮下に入った。4月20日には、ウクライナ人民共和国首相B・O・ホルボーヴィチは次のような電報をキエフのドイツ大使に打った。「全黒海艦隊はウクライナ人民共和国の所有である。……若干の単位部隊は現時点で我々が勇敢なる貴軍の兵士とともに戦っている悪党一味の手にある。」
4月22日にはシンフェローポリがドイツ・ウクライナ同盟軍に奪還され、残すはセヴァストーポリばかりとなった。迫り来るドイツ帝国軍による攻撃を避けるため、黒海艦隊司令官M・P・サーブリンは全艦船と港湾および要塞にウクライナ国旗を掲揚すべしとする指令を発した。一方、ボリシェヴィキは黒海艦隊にノヴォロシースクへの撤収を命じた。その後、黒海艦隊の赤軍部隊は各戦線で壊滅した。4月25日には、ボリシェヴィキは「革命の旗を降ろしてはならない」とする声明を発表した。
4月29日15時00分、サーブリン艦隊司令官は「ウクライナ黒海艦隊指揮に着任する」という信号を司令部艦ゲオルギー・ポベドノーセツから発信した。16時00分には、サーブリン司令官は「艦隊にウクライナ国旗を掲揚せよ」とする命令をゲオルギー・ポベドノーセツのラジオステーションから発信した。そして、キエフの中央ラーダへ「本日、セヴァストーポリ要塞およびセヴァストーポリにあった艦隊は、ウクライナ国旗を掲揚した。艦隊指揮にサーブリン提督は着手した」という電報を打った。これを受けて、黒海艦隊艦船の大半がウクライナ人民共和国の旗を掲げた。
しかし、ここで艦隊がウクライナ側へ渡ることに関して同盟国のあいだで問題が生じた。ドイツ司令部は、ウクライナ中央ラーダはクリミアを放棄するという、ドイツおよびオーストリア＝ハンガリーとのあいだに交わされた和平署名の付帯条件に立脚し、クリミアからウクライナ人民共和国軍を撤収させる決定をした。その結果、P・F・ボルボチャーン大佐麾下のクリミア集団は半島から撤退を余儀なくされた。ドイツ軍は、単独でセヴァストーポリ攻略を開始した。
同じ日、キエフではヘーチマンの政変が起こって中央ラーダ政府が崩壊し、ウクライナ人民共和国に変わってウクライナ国が成立した。ドイツはウクライナ国と同盟したため、ウクライナ人民共和国への所属を宣言した黒海艦隊はすぐに「敵」となることになってしまった。セヴァストーポリは巡洋戦艦ヤウズ・スルタン・セリムと防護巡洋艦ハミディイェの砲撃に晒され、陸上部隊によって占拠された。戦列艦ヴォーリャ、スヴォボードナヤ・ロシアなど一部の黒海艦隊艦船はサーブリン司令官とともにノヴォロシースクへの脱出に成功したが、残りは湾内で自沈するか、埠頭で乗員によって武装解除、あるいは破壊された。
ゲオルギー・ポベドノーセツも、セヴァストーポリに留まった。新しいセヴァストーポリ艦隊司令官にはオストロフラードシクィイ海軍大佐が選任された。4月30日彼はV・Ye・クロチュコーウシクィイ海軍少将、S・I・ブルレーイ海軍少将とともに、ゲオルギー・ポベドノーセツ上にウクライナ黒海艦隊司令部を組織した。
ところが、5月1日から2日にかけて、ゲオルギー・ポベドノーセツはドイツ帝国海軍に接収された。ドイツ軍はゲオルギー・ポベドノーセツに間借りして、そこに司令部を開設した。

### ドイツとウクライナ
6月初めまでに、ウクライナ国は航走可能な軍艦を1 隻も保有できなかった。海軍司令部は、ヘーチマン・P・P・スコロパードシクィイの要求していた全艦隊の返還を実現することができないでいた。この要求は、完全にではないにせよ、1918年6月2日のドイツによるウクライナ国の承認の直後に実現することになった。
同盟国は徐々にウクライナへ艦船を返還し始めたが、1918年1月4日のウクライナ人民共和国の法律が、多数の艦船のウクライナへの返還の障害となった。この法によれば、沿岸防護装甲艦2 隻のみを艦隊所属とするものであった。その2 隻に該当するのが、装甲艦ゲオルギー・ポベドノーセツとシノープであった。これらはドイツ司令部からすれば軍事的価値が十分に低かったので、すぐにウクライナへ返還された。
1918年1月4日には、ウクライナ海軍総会の最初の会合が行われた。そこでは、ウクライナの「海上の沿岸防護のためには2 隻の装甲艦と水雷艇小艦隊、1万から1万2千の水兵で十分である。残る艦船は非稼動化し、ウクライナ共和国の権益確保のため商用船団に替えるべきである。」という結論を採択した。
この立法を根拠に、ドイツはウクライナから黒海艦隊艦船の大半を取り上げ、2 隻の旧式艦、すなわち装甲艦ゲオルギー・ポベドノーセツとシノープだけをウクライナへ引き渡した。
一方、中央ラーダでは1月14日に「ウクライナ人民共和国海軍に関する臨時法」を採択しているが、そこでは全黒海艦隊をウクライナ人民共和国艦隊と宣言していた。ドイツは、この新しい法律は無視した。さらに、ウクライナ国政府では1月4日と1月14日の艦隊に関するウクライナ人民共和国の法律を6月中旬に再検討して廃止することになっていたが、ドイツ軍部はウクライナ国の海軍力の急激な増大の要求をまったく考慮に入れなかった。
ゲオルギー・ポベドノーセツとシノープのウクライナ艦隊への引渡しにさえ、ドイツ軍部は当初は反対を唱えていた。そのため、当初これらの艦にはふたつの旗、すなわちウクライナとドイツの旗が掲げられていた。しかし、6月2日のドイツによるウクライナ国承認を受けてドイツの旗はやがて降納された。ゲオルギー・ポベドノーセツには、ウクライナ国黒海艦隊の司令部と黒海艦隊司令官室が置かれた。実際には、ドイツとウクライナの海軍司令部の衝突が大きくなったため、これらの艦は返還されたのであった。
ゲオルギー・ポベドノーセツに司令部を開いたオストロフラードシクィイは、ウクライナ国海軍の権益を強く主張し、ドイツ軍部の要求を約定への侵害として拒否、ドイツ側へ無断でグルジアからのウクライナ系住民の避難を計画するなどした。このため、彼と在クリミア・ドイツ軍のR・V・コーシュ司令官との仲が非常に悪化した。オストロフラードシクィイはヘーチマンによって6月初頭に海軍少将に任命されたが、ドイツ軍部との不必要な緊張を懸念したヘーチマンによって6月10日付けで司令官を解任された。かわってゲオルギー・ポベドノーセツに入ったのは、クロチュコーウシクィイ海軍少将であった。彼は、ウクライナ国の崩壊までウクライナ国海軍の司令官を務めた。
真っ先にウクライナへ返還されたゲオルギー・ポベドノーセツとシノープであったが、ドイツ軍部は裏切りを恐れて両艦の乗員を定員まで編成させず、そのため両艦は出航することができなかった。ウクライナ国の全時期を通じて、両艦の活動は極めて消極的なものに終始した。

### 連合国の進駐

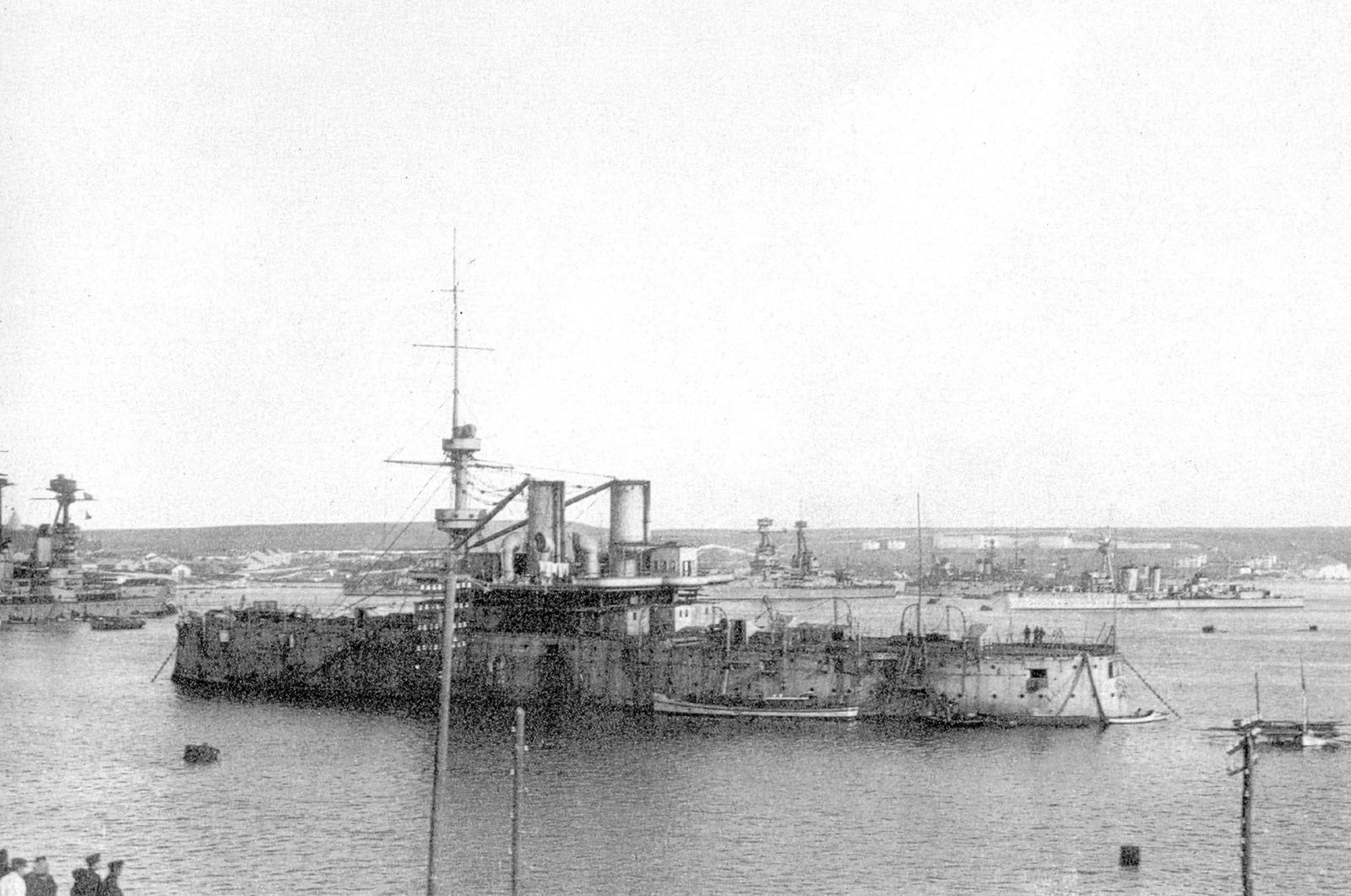
1919年、セヴァストーポリ南湾に停泊するゲオルギー・ポベドノーセツ。背景には多くの連合国艦船が見える。

11月11日にドイツが降伏すると、ウクライナ国は後ろ盾を失って窮地に陥った。国内各地で反ヘーチマン蜂起が頻発し、黒海方面からはイギリス海軍やフランス海軍をはじめとした連合国軍が接近していた。ドイツ帝国と同盟していたウクライナ国にとって、これは生死に関わる問題であった。一方、黒海艦隊司令官クロチュコーウシクィイは、艦隊がドイツの同盟者として攻撃あるいは略奪されるのを防ぐため、11月22日には艦船や施設にウクライナ国の旗に替えてかつての連合国、ロシア帝国のアンドレイ旗を掲げる命令を発した。しかし、それは何らの効力も発揮することなく、11月24日には進駐した連合国軍によって黒海艦隊は接収された。
1919年4月10日には、フランス海軍の弩級戦艦ジャン・バールの士官によってゲオルギー・ポベドノーセツのラジオステーションは略奪された。この月の終わりにはイギリスはセヴァストーポリから撤退したが、その際戦列艦をはじめとする多くの黒海艦隊艦艇の機関を爆破して使用できないようにした。しかし、ゲオルギー・ポベドノーセツはなぜかその難を逃れた。

### 内戦
4月29日には、進駐した赤軍ウクライナ戦線部隊によって接収された。セヴァストーポリの掌握を祝し、5月2日には艦隊司令官はセヴァストーポリにて「正午、全ソヴィエト時代に対してゲオルギー・ポベドノーセツは空砲を放つべし」とする命令が下された。
6月17日、南ロシアでの水兵叛乱の勃発によってフランスは戦闘への干渉をやめた。しかし、それでも白軍は赤軍を圧倒し、6月24日には赤軍司令部はセヴァストーポリを撤退した。ゲオルギー・ポベドノーセツを含む黒海艦隊艦船は、義勇軍に接収された。6月28日にはノヴォロシースクから艦隊水雷艇ジヴォーイが初めてアンドレイ旗を掲揚してセヴァストーポリへ戻り、続いて7月6日には南ロシア海軍黒海艦隊司令官サーブリン提督が彼の司令部とともに巡洋艦カグールに乗ってセヴァストーポリへ帰還した。1年ぶりにゲオルギー・ポベドノーセツに戻ったサーブリンはそこに艦隊司令官旗を掲げ、セヴァストーポリはこの日から再び艦隊主要基地となった。
8月20日には艦隊司令官はサーブリン海軍中将からD・M・ネニューコフ海軍中将に交替し、彼の司令部がゲオルギー・ポベドノーセツに置かれた。
1919年11月、ロシア共産党セヴァストーポリ委員会はシンフェローポリでの蜂起を計画していたが、それに関連して戦列艦ヴォーリャとゲオルギー・ポベドノーセツとの連絡を取ろうと試みていた。
1919年12月22日から1920年1月13日にかけて、セヴァストーポリにおいて戦列艦ゲオルギー・ポベドノーセツ、艦隊水雷艇プィールキイ、カピターン・サーケン、およびその他の船舶から18 名の水兵が反国家活動の容疑で逮捕された。
1920年2月8日にはネニューコフ艦隊司令官が方針の違いを理由にA・I・デニーキン総司令官によって更迭され、サーブリンが三度目の艦隊司令官の座に就いた。しかし、サーブリンが病のため、実質的にはネニューコフが任務を続けた。2月17日には艦隊司令官はA・M・ゲラーシモフ海軍中将に交替した。4月19日にはサーブリンが艦隊司令官に戻ったが、4月28日からはネニューコフが彼の代わりを務めた。その後、艦隊司令官の任はふたりのあいだでしばしば交替された。

### 最後の装甲艦
1920年5月11日には南ロシア軍はP・N・ヴラーンゲリ総司令官の下ロシア軍に再編され、ゲオルギー・ポベドノーセツはその海軍に編入された。
この年の夏にはもう白軍の国外亡命への準備が急がれるようになった。同年10月26日の時点でゲオルギー・ポベドノーセツはほかの艦隊主力とともにアク＝メチェーチにあり、国外への出航に備えていた。
10月17日には、サーブリンが肝癌で死去したのに伴い、M・A・ケードロフ海軍中将が艦隊司令官に就任した。

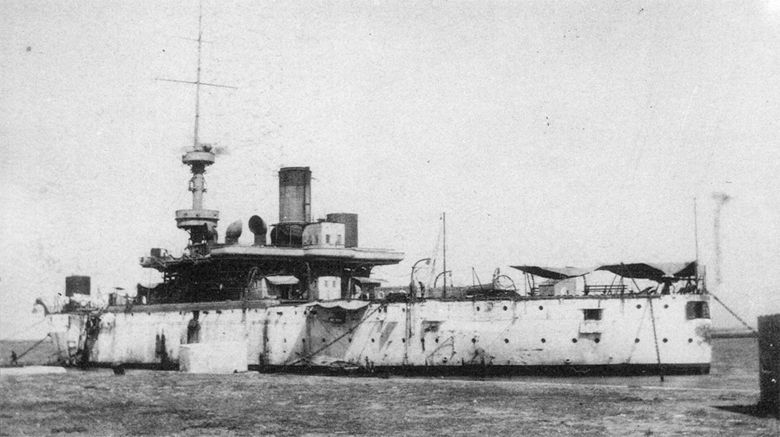
1920年代の様子。煙突が1 本になっている。

11月14日には、ヴラーンゲリ総司令官は麾下の軍部隊と将兵の家族、一般市民などを連れてセヴァストーポリを撤退し、艦隊とともにイスタンブールへ向かった。当時、ゲオルギー・ポベドノーセツは元戦列艦（бывший линкор）と公式文書に記載されていたが、その技術的状態は満足すべきものであったので、艦はヴラーンゲリの艦隊に加わってクリミアを後にした。状態の悪い艦はクリミアへ打ち捨てられた。
11月21日には、イスタンブールにてロシア艦隊が編成された。一部の艦はここで放棄されたが、ゲオルギー・ポベドノーセツは艦隊に留まった。同日付で、ゲオルギー・ポベドノーセツ艦長にはP・P・サーヴィチ海軍中佐が任官した。12月3日には黒海艦隊司令部はロシア艦隊司令部に改編され、引き続きケードロフ海軍中将がゲオルギー・ポベドノーセツに司令部を置いた。ロシア艦隊はフランス保護領チュニジアへ向かったが、12月29日、ビゼルトにてフランス当局によって抑留された。1921年1月3日付けでケードロフは司令官を退き、かわってM・A・ベーレンス海軍少将が任官した。

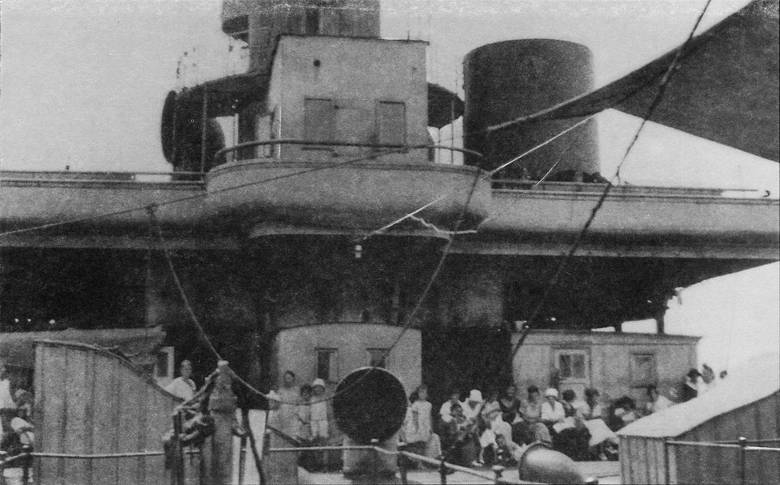
1923年9月の様子。後部艦橋であるが、左ウイング上には貯水タンクが設置され、元主砲塔のあった場所や艦橋正面、後部甲板には小屋が建てられている。難民の家族が並んでいる。

その後、ロシア艦隊の構成艦船は、資材の不足から次第に数を減らしていった。最終的に、1922年末にはすべての艦船が退役を余儀なくされ、全乗員が陸に上がることになった。ゲオルギー・ポベドノーセツのような旧式艦は難民のために残され、彼らの住居として利用された。士官の家族は、共同宿舎として提供された元戦列艦ゲオルギー・ポベドノーセツに居住した。ゲオルギー・ポベドノーセツからはボイラーやマスト、旗が撤去され、ビゼルト港の防波堤に停泊した。その生活のため、上層甲板には小屋が、艦尾艦橋左ウイング上には貯水タンクが設置された。1921年3月25日付けで、共同宿舎艦艦長にはM・S・ポドゥーシュキン海軍少将が任官した。ポドゥーシュキンは、1923年11月までその任に留まった。
居住設備以外にも、艦には生活のための多くの施設が開設された。まず、ロシア帝国の伝統を引く海軍中等学校が開かれた。艦内には図書館も開設され、1924年10月までK・N・オグロブリーンスキイ陸軍中将が司書を務めていた。小さな病院も設置された。艦上にはまた、イオアニーキイ・ポレターエフ司祭の下でビゼルトでは最初のロシア正教会の教会活動のための特別の施設が開設された。

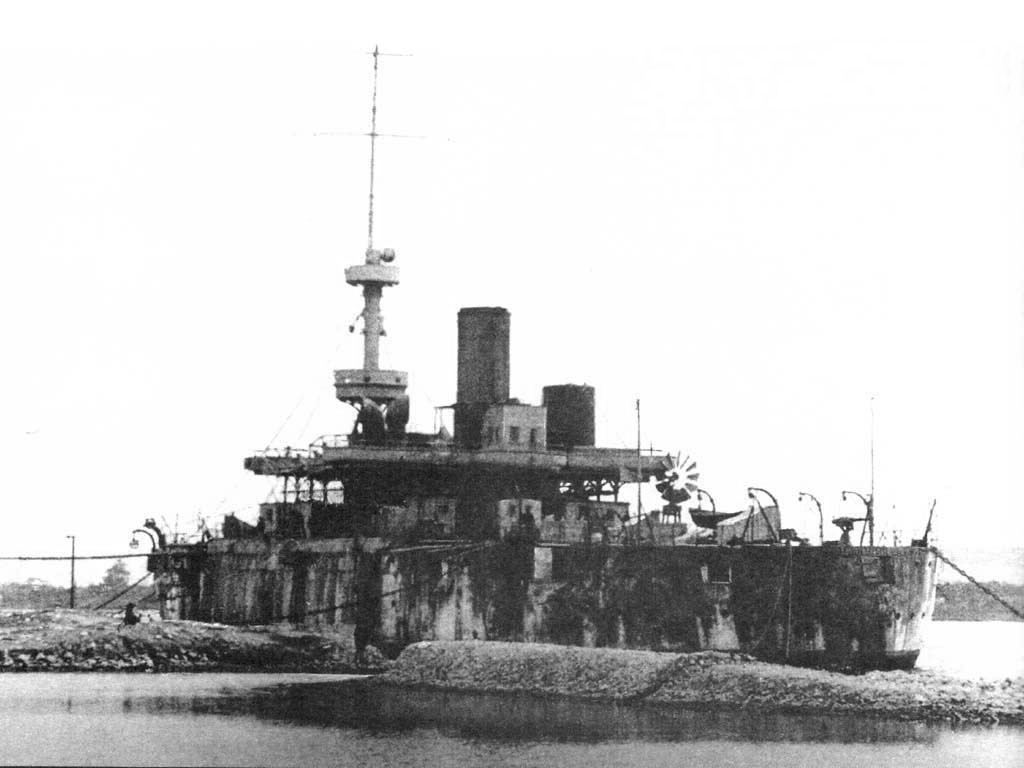
1920年代末のゲオルギー・ポベドノーセツ。

フランスが白軍を見捨ててソ連を承認することになった関係で、1924年10月30日にロシア艦隊は解散した。この日、ゲオルギー・ポベドノーセツでもアンドレイ旗の降納式が物悲しい雰囲気の中執り行われた。こうして、ゲオルギー・ポベドノーセツは歴史上最後にアンドレイ旗を降ろした装甲艦となった。艦上からは教会施設が撤去され、ビゼルト市内に移された。
後年、艦からは白軍関係者の住居が取り払われ、難民は追放された。
ロシア艦隊の解散を受けて、艦はフランス政府からソ連代表団へ引き渡された。しかし、ソ連は資金難と修理施設の不足を理由に艦を受領しなかった。1920年代中盤の時点で完全に旧式化していたゲオルギー・ポベドノーセツは「ルドメタルトルク」によってフランス企業へ売却され、1930年代初めにビゼルトにて解体された。
一方、祖国を追われた白軍関係者や一般市民らは、ビゼルトに新しいロシア正教の教会を開設し、亡命者たちの犠牲を慰めようとした。この計画は1935年に始められ、1936年にはフランス当局の了承を得た。1938年9月10日、ビゼルトに新しいアレクサンドル・ネフスキー教会が開かれた。その中には、ゲオルギー・ポベドノーセツを含むロシア艦隊全艦船の名前が記された大理石板が嵌め込まれた。

## ギャラリー

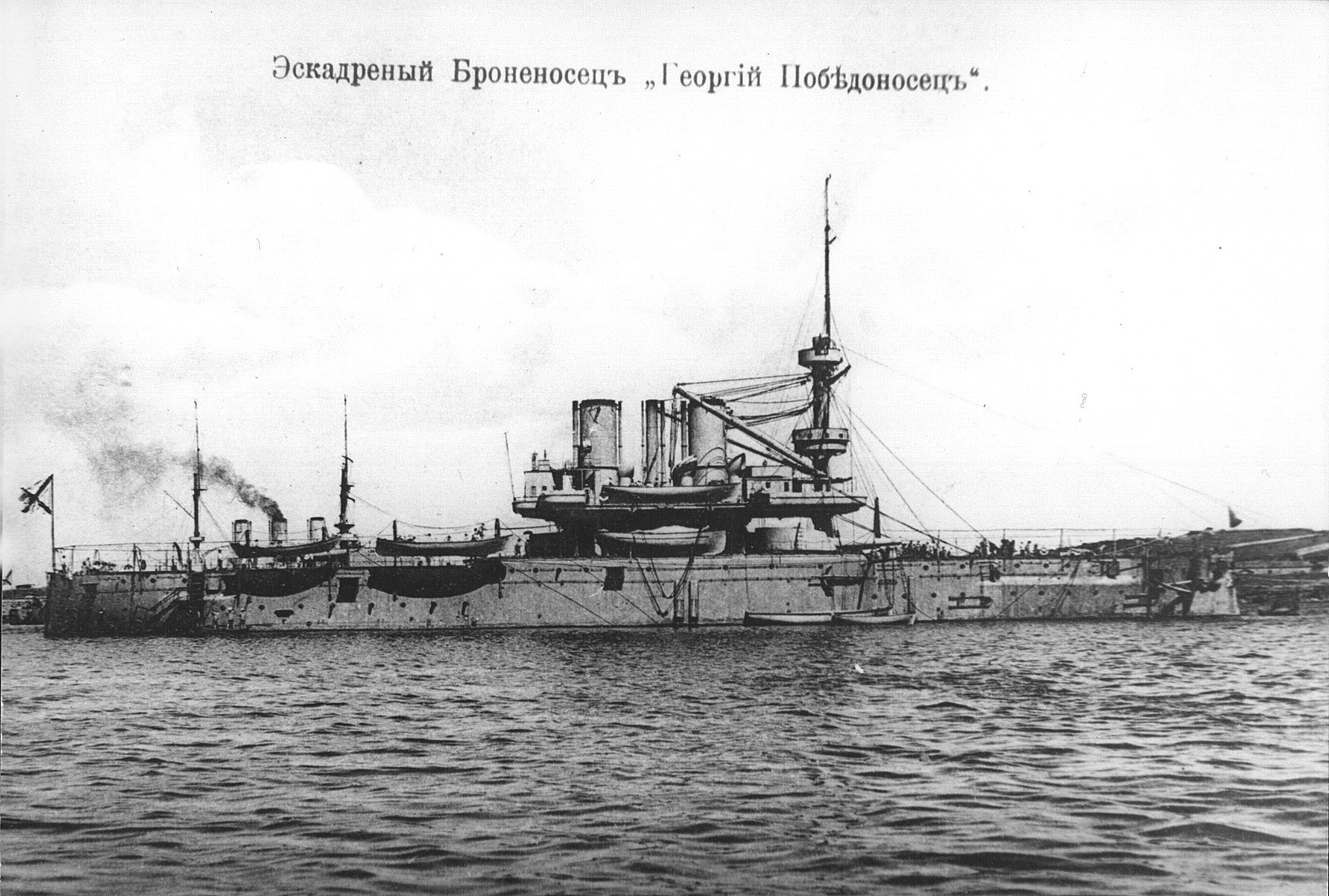
艦隊装甲艦時代のゲオルギー・ポベドノーセツ。特徴である主砲塔と端艇用起重機が見える。
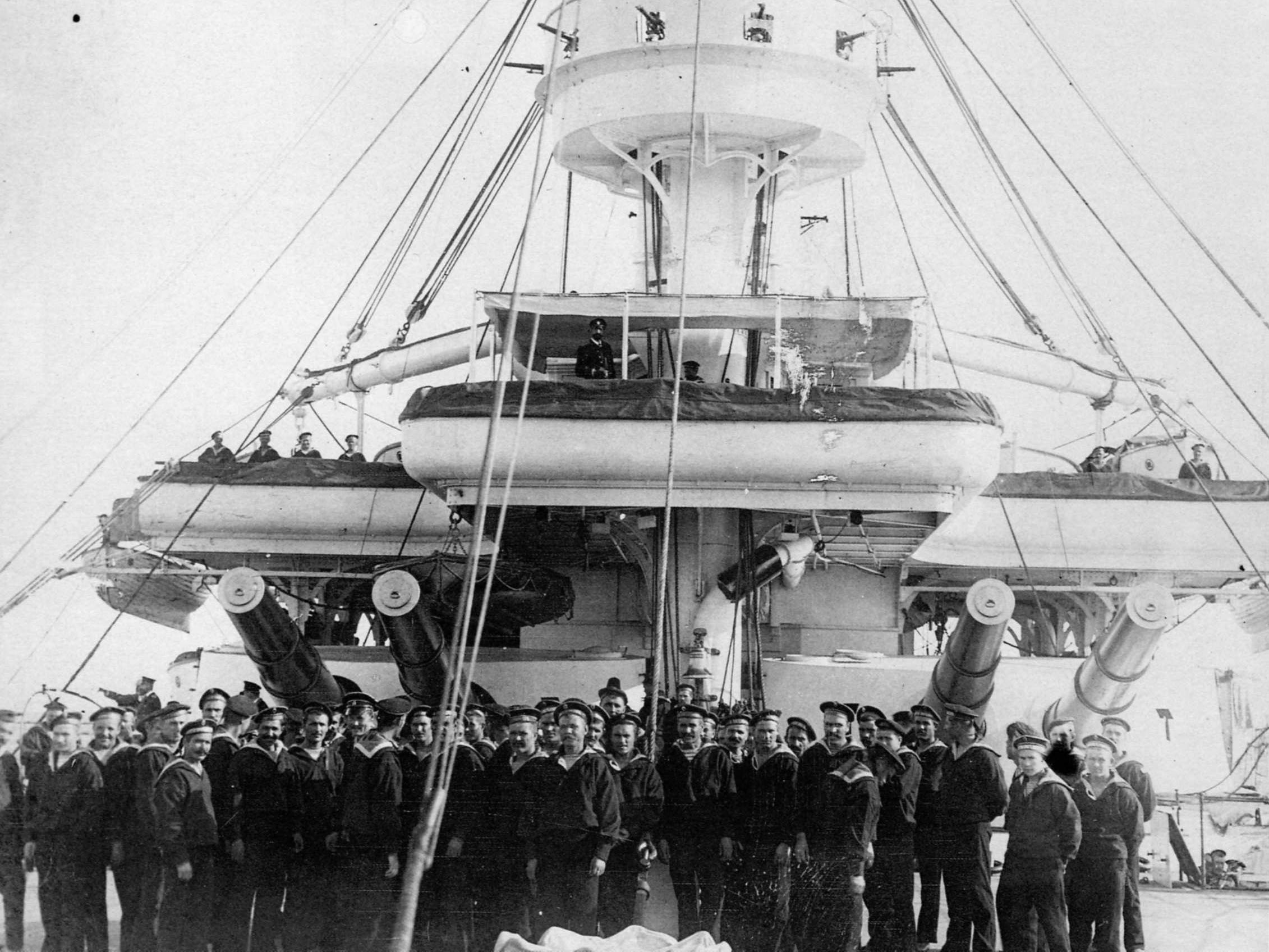
ゲオルギー・ポベドノーセツの艦橋前に並んだ乗組員たち。横に並んだ船首主砲塔、10 門の37 mm砲の設置された墻楼が見て取れる。
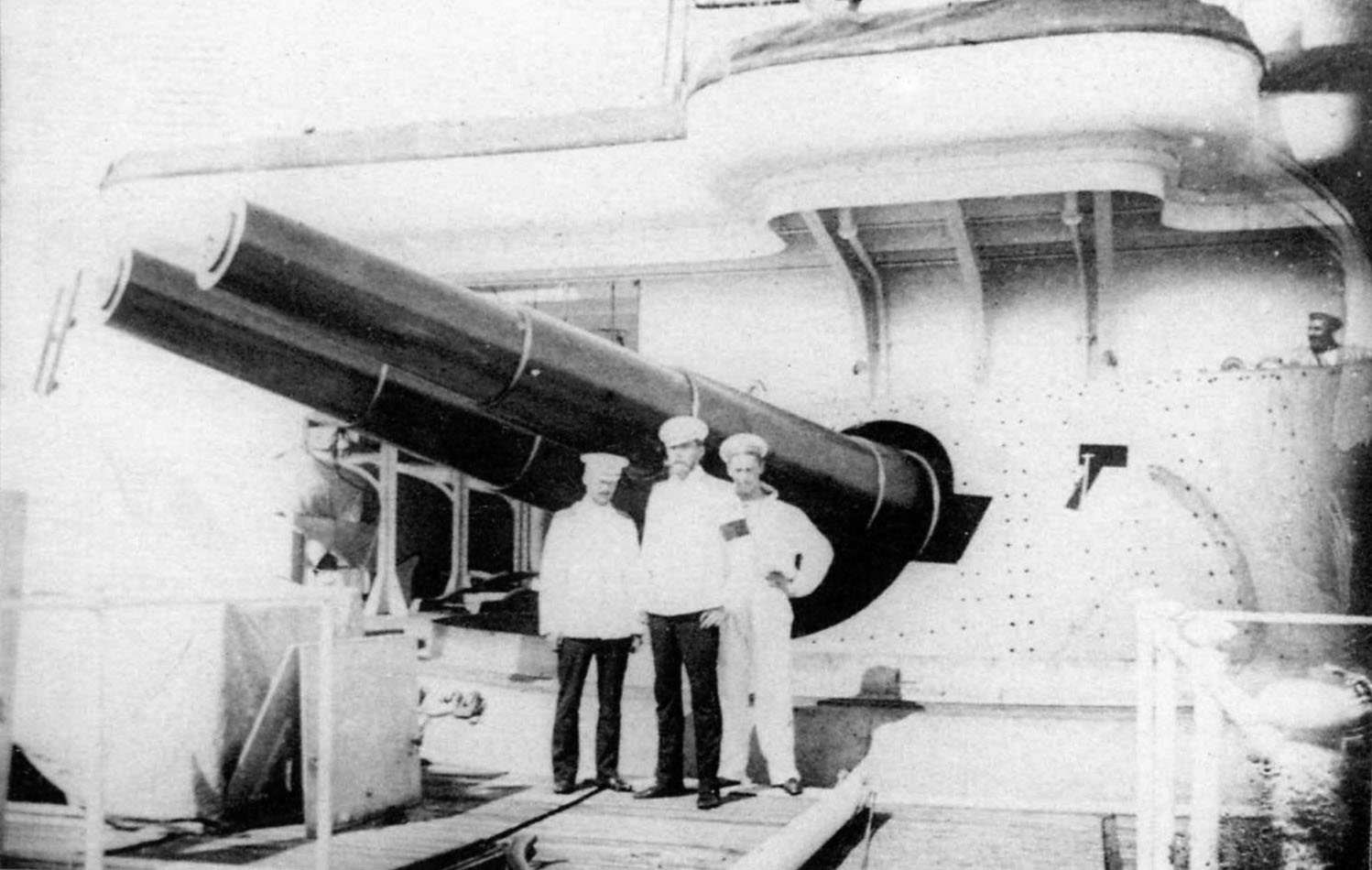
ゲオルギー・ポベドノーセツの艦尾砲塔。